# Quận Hartford, Connecticut
Quận Hartford là một quận nằm ở phía bắc trung tâm của tiểu bang Connecticut. Đến năm 2000 dân số là 857.183 người. Ước tính dân số cho năm 2005 là 877.393 người.
Theo điều tra dân số [3] năm 2000, quận đã có 857.183 người, 335.098 hộ, và 222.505 gia đình sống trong quận. Mật độ dân số là 1.166 người trên mỗi dặm vuông (450/km ²). Đã có 353.022 đơn vị nhà ở với mật độ trung bình là 480 dặm vuông (185/km ²). Thành phần dân tộc của quận đã gồm 76,90% người da trắng, 11,66% da đen hay Mỹ gốc Phi, 0,23% người Mỹ bản xứ, 2,42% người châu Á, Thái Bình Dương 0,04%, 6,43% từ các chủng tộc khác, và 2,31% từ hai hoặc nhiều chủng tộc. 11,55% dân số là người Hispanic hay Latino thuộc chủng tộc nào. 15,2% là người Ý, có 11,2% người Ailen, người Ba Lan 9,1%, 6,5% người Anh, người Pháp 5,7% và 5,3% của Đức tổ tiên theo điều tra dân số năm 2000. 78,4% nói tiếng Anh, 10,3% người Tây Ban Nha, người Ba Lan 2,6%, Pháp 1,9% và 1,6% người Ý là ngôn ngữ đầu tiên của họ.